# Nicolai Tychsen
Nicolai Tychsen (14. juni 1751 – 8. august 1804) var en dansk apoteker og kemiker.
Tychsen fødtes i Tønder som søn af købmand Lorenz Tychsen og Catharina f. Petreius. Han mistede alt som dreng begge sine forældre og blev derfor en tid opdraget på Waisenhuset i Tønder; 1766 blev han apotekselev på det kongelige Frederiks Hospitalsapotek hos J.D. Cappel, og 1781 bestod han Examen chemicum et pharmaceuticum med udmærkelse.
Samme år og de nærmest følgende år holdt han efter anmodning af professor J.C. Tode et Collegium chemicum, den første vinter på tysk, senere på dansk. 1784 udkom hans bekendte værk: Kemisk Haandbog i 3 bind, og 1794 udkom det i "forøget og forbedret" udgave. 1794 udgav han tillige Fransk kemisk Nomenklatur, paa Dansk udgiven med Anmærkninger.
1785 blev han lektor og demonstrator i kemi ved det kirurgiske akademi, og 1787 udgav han Kurzes chemisches Handbuch, der er et tysk udtog af hans store kemiske håndbog. 1788 købte Tychsen apoteket i Kongsberg, hvor han tillige blev lektor og underviste i kemi og praktisk farmaci, hvorfor Kongsberg den gang blev et samlingssted for farmaceuter og andre, der ønskede undervisning i kemi.
Da regeringen i 1798 reducerede arbejdsstyrken ved Kongsberg Sølvværk betydelig, og han desuden havde købt apoteket dyrt, blev han vanskelig stillet i økonomisk henseende; han fik derfor i december 1799 kongelig bevilling til at anlægge Hjorteapotheket i København, hvortil han flyttede 1800 efter samme år at have solgt apoteket i Kongsberg.
Hans sidste værk: Theoretisk og praktisk Anvisning til Apothekerkunsten (1804, 2 dele), blev efter hans død udgivet af Lic. med. J.F. Bergsøe og var, ligesom hans Kemiske Haandbog, en på den tid med rette meget skattet lærebog. Tychsen var en af datidens dygtigste danske kemikere og var medlem af det kongelige danske og også
af det Kongelige Norske Videnskabers Selskab; desuden var han medlem af adskillige andre lærde selskaber.